# Duluth International Airport

i7
i11
i13
Der Duluth International Airport (IATA-Code: DLH, ICAO-Code: KDLH) ist der Flughafen der Stadt Duluth am Oberen See im St. Louis County im Nordosten des US-amerikanischen Bundesstaates Minnesota. Der Duluth International Airport ist der wichtigste Knotenpunkt des Luftverkehrs der Metropolregion Twin Ports in Minnesota und im Nordwesten Wisconsins.
Der ständig geöffnete Flughafen wird über die Duluth Airport Authority von der Stadt Duluth betrieben.
Die Federal Aviation Administration (FAA) stuft den zum National Plan of Integrated Airport Systems gehörenden Flughafen anhand der Zahl von 147.793 abfliegenden Passagieren als primary commercial service airport ein.
Auf dem Gelände des Flughafens befindet sich eine Basis der Air National Guard von Minnesota.

## Lage
Über die Airport Road und die Rice Lake Road ist der Flughafen mit dem 9,8 km südöstlich gelegenen Stadtzentrum und dem Hafen von Duluth verbunden. Unweit des Flughafens verläuft der U.S. Highway 53, die von Duluth zur kanadischen Grenze bei International Falls führt.

## Ausstattung
Der Flughafen verfügt über zwei Start- und Landebahnen, die je einen Beton- und einen Asphaltbelag haben. Es gibt einen Passagierterminal mit Fluggastbrücken und eine Gepäckförderanlage mit zwei Ausgabestellen. Die Mietwagenfirmen Alamo, Avis, Budget, Enterprise, Hertz, und National  haben Stützpunkte im Empfangsgebäude.

## Flugzeuge und Flugbewegungen
Auf dem Flughafen sind insgesamt 86 Flugzeuge stationiert. Davon sind 49 einmotorige und 10 mehrmotorige Propellermaschinen, drei Düsenjets sowie drei Hubschrauber. Die Air National Guard hat auf ihrem Stützpunkt 21 Flugzeuge stationiert.
Von den 162 Flugbewegungen pro Tag sind 69 Prozent der Allgemeinen Luftfahrt und 17 Prozent dem Lufttaxiverkehr zuzuordnen. Linienflüge machen einen Prozent aus. Daneben gibt es noch rund 14 Prozent militärische Flugbewegungen.

## Zwischenfälle
- Am 31. Mai 1954 wurde eine Douglas DC-3/C-47A-30-DK der United States Air Force (USAF) (Luftfahrzeugkennzeichen 43-48097) bei dichtem Nebel nahe dem Flugplatz Duluth-Municipal in eine Kiesgrube geflogen. Bei diesem CFIT (Controlled flight into terrain) wurden von den 14 Insassen 11 getötet, beide Piloten und 9 Passagiere.[5]